# Draganac
Dragancë en albanais et Draganac en serbe latin (en serbe cyrillique : Драганац) est une localité du Kosovo située dans la commune/municipalité de Gjilan/Gnjilane, district de Gjilan/Gnjilane (Kosovo) ou district de Kosovo-Pomoravlje (Serbie). Selon le recensement kosovar de 2011, elle compte 17 habitants.
Selon le découpage administratif du Kosovo, le village est rattaché à la commune/municipalité de Novobërdë/Novo Brdo, dans le district de Pristina.

## Histoire
Le monastère de Draganac et son konak sont proposés pour une inscription sur la liste des monuments culturels du Kosovo.

## Démographie

### Évolution historique de la population dans la localité
| 1948 | 1953 | 1961 | 1971 | 1981 | 1991 | 2011 |
| ---- | ---- | ---- | ---- | ---- | ---- | ---- |
| 226  | 246  | 229  | 220  | 103  | 107  | 17   |

|  |

### Répartition de la population par nationalités (2011)
En 2011, les Albanais représentaient 76,47 % de la population et les Serbes 23,53 %.